# Adriana Valkenburg
Adriana Jeanne (oder Jane) Valkenburg (* 10. Juni 1894 in Schiedam; † 19. Februar 1968 in Bergen op Zoom) war eine niederländische Prostituierte, Kollaborateurin und Judenverräterin während des Zweiten Weltkriegs. 

## Werdegang
Adriana Valkenburg, genannt „Jeanne“, wurde als viertes von vierzehn Kindern von Adriana Cornelia de Ligt (1868–1942) und von Jacob Valkenburg (1866–1950), der eine Metzgerei am Singel betrieb, in Schiedam geboren. Sie wuchs in einer von Verwahrlosung, Gewalt, Hass und Streit geprägten Familie auf. Ihr Vater war strenggläubig, aber gewalttätig, die Mutter vernachlässigte die Kinder. Bis zu ihrem dreizehnten Lebensjahr besuchte sie die Grundschule, danach eine Jahr lang eine Hauswirtschaftsschule. Anschließend arbeitete sie im mütterlichen Haushalt. Im Jahr 1911 wurde sie wegen Straßenkriminalität von der Polizei aufgegriffen und ein Jahr später wegen des Diebstahls eines Goldrings. Zu dieser Zeit ließen sich ihre Eltern scheiden.
Ab ihrem achtzehnten Lebensjahr arbeitete Adriana Valkenburg als Kostümschneiderin im Modegeschäft Gerzon in Rotterdam. 1916 lernte sie den wohlhabenden Schiffsbauer Jan Pot kennen und erhielt als seine Geliebte ein großzügiges Gehalt und ein Dach über dem Kopf. Dennoch heiratete sie im selben Jahr 1916 den jüdischen Geschäftsmann Jacob „Jack“ Stibbe (1884–1964), den sie kurz zuvor kennengelernt hatte. Die Ehe endete mit seinem spurlosen Verschwinden einige Wochen später, auch wenn die Scheidung erst 1928 offiziell ausgesprochen wurde. Nach seinem Weggang wohnte Adriana Valkenburg sechs Monate lang bei einer ihrer Schwestern im Osten der Niederlande. 1918 zog sie in eine Pension am Frederiksplein in Amsterdam und nahm den Kontakt zu Jan Pot wieder auf, der ihre Miete bezahlte und eine von ihren „Leistungen“ abhängige Vergütung.
In den 1920er Jahren arbeitete Adriana Valkenburg als Prostituierte und führte später als Bordellbesitzerin eigene Bordelle in Amsterdam und Den Haag, in denen Kunden systematisch ausgeraubt wurden. Sie war zu dieser Zeit eine bekannte „Femme Fatale“, „eine ausgesprochene Schönheit: groß, blond, ein sehr hübsches Gesicht und eine königliche Haltung“. Bei der Amsterdamer Polizei und in der Amsterdamer Unterwelt erhielt sie aufgrund ihrer extremen Unzuverlässigkeit, ihres Talents für Intrigen und Betrügereien den Spitznamen „Jeanne die Lügnerin“. Ab Mitte der 1930er Jahre führte sie zusätzlich zu ihrem Bordellbetrieb in der Amsterdamer Noorder Amstellaan 52 (heute Churchill-laan) illegale Abtreibungen durch. Insgesamt erhielt sie 21 Strafzettel wegen Prostitution, Trunkenheit, Körperverletzung, Diebstahl und anderen Vergehen und wurde Ende Dezember 1938 wegen illegaler Abtreibung zu einer Haftstrafe verurteilt. Nach ihrer Freilassung im Juni 1939 geriet sie in finanzielle Schwierigkeiten, weil sie ihre Bordelle schließen musste und Jan Pot die finanzielle Unterstützung einstellte.

### Während des Krieges
Bei Ausbruch des Krieges bezog Adriana Valkenburg Geld vom Sozialamt und arbeitete um 1939 einige Zeit als Straßenprostituierte. Sie wohnte in einem angemieteten Zimmer in der Van Ostadestraat zusammen mit dem jüdischen Markthändler Jacob Acohen, der ab Oktober 1931 zunächst ihr Kunde und später ihr Liebhaber war. Nach der Besetzung der Niederlande planten sie für den 2. April 1942 die Heirat, um Acohen vor der Deportation zu schützen. Er wurde jedoch vorher verhaftet und starb im KZ Mauthausen. Danach übernahm Adriana Valkenburg eine höchst zwiespältige Rolle als Helferin für jüdische Menschen. Sie organisierte einerseits Verstecke und Fluchtwege, erpresste die Flüchtenden jedoch finanziell.
Im Frühjahr 1943 wurde der Sicherheitsdienst (SD) auf Adriana Valkenburg aufmerksam und drohte, sie zu verhaften. Im Austausch für ihre Freiheit wurde sie als V-Person für das Bureau Joodsche Zaken (Büro für Jüdische Angelegenheiten, auch bekannt als „Büro 11“) der Amsterdamer Polizei tätig. Das an der Durchführung antijüdischer Maßnahmen beteiligte Büro war zusammen mit dem Geheimdienst in der Nieuwe Doelenstraat 13 in Amsterdam ansässig und für die Verhaftung und Deportation Tausender Juden verantwortlich. Adriana Valkenburg nutzte das Vertrauen, das sie in jüdischen Kreisen genoss, um so viele Juden wie möglich bei sich in der Van Ostadestraat und in vorgeblichen Verstecken unterzubringen und sie anschließend auszuliefern. Sie war befreundet mit berüchtigten „Judenjägern“ wie Pieter Schaap und hatte eine kurze Affäre mit deren deutschem Chef Otto Kempin. Durch Kopfgelder und Belohnungen aus erbeutetem jüdischen Besitz wurde sie sehr vermögend. Im Sommer 1943 zog sie in die Zuider Amstellaan 120 (heute: Rooseveltlaan) und heiratete Mitte November 1943 in Amsterdam den Handwerker Johannes Jacobus Marinus Hendrik „Joop“ Bom, der sie bei ihren Machenschaften unterstützte. Nach dem Dolle Dinsdag floh sie mit ihrem Mann aus Amsterdam und kam vorübergehend bei ihrer Schwester Petronella in Bergen op Zoom unter. Auf Initiative dieser Schwester wurde sie am 31. März 1945 verhaftet und im Internierungslager Meilust in Bergen op Zoom inhaftiert.

### Verurteilung und weiteres Leben
Insgesamt hatte Adriana Valkenburg schätzungsweise zwischen fünfzig und siebzig Juden verraten, von denen mindestens 33 in Konzentrationslagern starben oder ermordet wurden. Während der Verhöre leugnete sie trotz erdrückender Beweise alle Straftaten. Am 3. Juli 1947 wurde sie vom Sondergerichtshof in Amsterdam zum Tode verurteilt. Das Urteil wurde 1949 vom Bijzondere Raad van Cassatie Sonderkassationsgerichtshof bestätigt. Sie wurde jedoch im selben Jahr begnadigt und ihre Strafe wurde in eine lebenslange Haftstrafe umgewandelt. Im Zuchthaus Noordsingel in Rotterdam galt sie als Unruhestifterin. 1959 wurde die Haftzeit auf 22 Jahre verkürzt und im Januar 1960 wurde sie nach fast fünfzehn Jahren im Gefängnis unter der Auflage freigelassen, sich bei der Majorin der Heilsarmee Alida Bosshardt zu melden, die bereit war, ihre Bewährung zu übernehmen.
Da sie in Amsterdam überall erkannt wurde, zog Adriana Valkenburg schließlich zu ihrem Halbbruder Jules de Ligt, der sich um sie kümmerte, in das nordbrabantische Grenzdorf Putte. Außer ihm hatte sie keinen Kontakt mehr zu ihrer Familie. Ihr wurde eine eigene Wohnung zugewiesen, wo sie in ihren letzten Lebensjahren ein zurückgezogenes Leben führte und unter anderem als Hühnerrupferin arbeitete. Ab den 1960er Jahren war sie aufgrund extremer Adipositas auf den Rollstuhl angewiesen. Sie kam in das Krankenhaus Algemeen Burger Gasthuis in Bergen op Zoom, wo sie im Februar 1968 starb.

## Rezeption
- In den 1949 erschienenen Memoiren des ehemaligen Polizeikommissars Hendrik Voordewind wird Adriana Valkenburg als „die gefährlichste Frau, die ich während meiner Karriere je getroffen habe“ beschrieben.
- Um 1980 bewertete der Psychiater Jaap Hofman einen forensischen psychiatrischen Bericht zu Adriana Valkenburgs Psyche und Motiven aus dem Jahr 1959. Im Zuge der Gnadengesuche, die sie während ihrer Haft stellte, waren mehrere psychologische Gutachten erstellt worden.[4] Dieser Bericht führte ihre Taten vor allem auf die gestörten Beziehungen innerhalb der Familie zurück, ordnete sie jedoch nicht als antisemitisch ein. Hofman bewertete sie als „geistig unreife, selbstgerechte Frau“ mit einem zwanghaften Bedürfnis, verschiedene Rollen zu spielen, um ihre Angst vor menschlichem Kontakt zu unterdrücken.
- Die Historikerin und Schriftstellerin Els Kloek nahm Adriana Valkenburg in ihr 2016 erschienenes Buch 101 Vrouwen en de oorlog auf.
- Der Kriminaljournalist Bart Middelburg veröffentlichte 2009 ein Buch über ihr Leben und ihre Taten[1][6] und 2023 ein weiteres,[7] das zugänglich gewordene Archivdokumente auswertet und insbesondere ihre jüdischen Opfer beschreibt.[3]